# Kortvleugelkoekoek
De kortvleugelkoekoek (Cuculus micropterus) is een koekoekssoort uit het geslacht Cuculus.

## Verspreiding en leefgebied
Deze soort komt voor van Pakistan en India, Sri Lanka oostelijk tot Indonesië en noordelijk tot China en Rusland en telt twee ondersoorten:
- C. m. micropterus: van India tot zuidoostelijk Siberië, noordoostelijk China en Zuidoost-Azië.
- C. m. concretus: Vietnam, zuidelijk Thailand, Malakka, Sumatra, Java en Borneo.